# مايكل جاكسون (عالم حاسوب)
مايكل جاكسون (بالإنجليزية: Michael A. Jackson)‏ (و. 1936  م) هو عالم حاسوب، ومهندس بريطاني.

## التعليم
تعلم في مدرسة هرو، وتعلم في كلية ميرتون
.

## جوائز
حصل على جوائز منها:
- قلادة لوفلايس  [لغات أخرى]‏ (1998)
- جائزة ستيفنز (1997)